# Cimetière militaire de Forenville
Le Cimetière militaire de Forenville (Forenville Military Cemetery ) est un cimetière militaire  de la Première Guerre mondiale situé sur le territoire de la commune de Séranvillers-Forenville, Nord. 

## Localisation
Ce cimetière est situé dans le hameau de Forenville, rue du Chemin-Vert.

## Historique
Occupée dès la fin août 1914 par les troupes allemandes, Forenville est restée loin du front jusqu'au 8 d'octobre 1918, date à laquelle les positions allemandes qui défendaient la ville ont été attaquées par les troupes britanniques. Le village a finalement été définitivement libéré dans les jours suivants. Le cimetière britannique a été créé en octobre 1918 .

## Caractéristique
Le cimetière militaire de Forenville comporte 101 sépultures de la Première Guerre mondiale, soldats pour la plupart tombés les 8 et 9 octobre 1918. Le cimetière contient également les tombes de six aviateurs de la Seconde Guerre mondiale.

## Sépultures
| Pays             | Sépultures |
| ---------------- | ---------- |
| Royaume-Uni      | 101        |
| Canada           | 4          |
| Nouvelle-Zélande | 2          |
| Total            | 107        |

### Liens Externes
http://www.inmemories.com/Cemeteries/forenville.htm